# Zemský okres Rýn-Lahn
Zemský okres Rýn-Lahn (německy Rhein-Lahn-Kreis) je zemský okres na východě spolkové země Porýní-Falc v Německu. Sousedními zemskými okresy jsou (od severu ve směru hodinových ručiček) Westerwald, Limburg-Weilburg, Rheingau-Taunus, Mohuč-Bingen, Rýn-Hunsrück, Mayen-Koblenz a bezokresní město Koblenz.

## Dějiny
S Vídeňským kongresem byla oblast přidána k Nasavskému vévodství. Když Nasavsko ztratilo nezávislost v roce 1866, byla přidána k Prusku, které pak v roce 1867 vytvořilo Regierungsbezirk Wiesbaden a jako jeho součásti dva zemské okresy Rheingau a Unterlahn. Ze zemského okresu Rheingau se v roce 1885 stal okres St. Goarshausen. V roce 1969 byly tyto dva zemské okresy sloučeny do nového okresu Rhein-Lahn (Rýn-Lahn).

## Geografie
Již název zemského okresu zmiňuje dvě největší řeky okresu. Rýn (Rhein) tvoří hranici na západě, jeho úzké údolí se využívá k pěstování vína. Lahn protéká severní částí okresu, dokud se v blízkosti Lahnsteinu nepřipojí k Rýnu. V jižní části okresu je pohoří Taunus.

## Znak
Znak nejvýrazněji zobrazuje lva, protože většina vládců této oblasti měla lva ve svém erbu. Patří mezi ně hrabata z Diez, hrabata a později knížata z Nasavska, hrabata z Katzenelnbogenu a knížata Falckého kurfiřtství. Dvě barvy červená a modrá představují dva zemské okresy, které byly sloučeny a vytvořily zemský okres Rýn-Lahn - modrá představuje Nasavsko, červená klerikální státy Trevír a Mohuč.

## Města a obce
| Bezokresové město |
| ----------------- |
| 1. Lahnstein      |

| Verbandsgemeinden | Verbandsgemeinden | Verbandsgemeinden | Verbandsgemeinden | Verbandsgemeinden |
| --- | --- | --- | --- | --- |
| - 1. Aar-Einrich 1. Allendorf 2. Berghausen 3. Berndroth 4. Biebrich 5. Bremberg 6. Burgschwalbach 7. Dörsdorf 8. Ebertshausen 9. Eisighofen 10. Ergeshausen 11. Flacht 12. Gutenacker 13. Hahnstätten 14. Herold 15. Kaltenholzhausen 16. Katzenelnbogen1, 2 17. Klingelbach 18. Kördorf 19. Lohrheim 20. Mittelfischbach 21. Mudershausen 22. Netzbach 23. Niederneisen 24. Niedertiefenbach 25. Oberfischbach 26. Oberneisen 27. Reckenroth 28. Rettert 29. Roth 30. Schiesheim 31. Schönborn | - 2. Bad Ems-Nassau 1. Arzbach 2. Attenhausen 3. Bad Ems1, 2 4. Becheln 5. Dausenau 6. Dessighofen 7. Dienethal 8. Dornholzhausen 9. Fachbach 10. Frücht 11. Geisig 12. Hömberg 13. Kemmenau 14. Lollschied 15. Miellen 16. Misselberg 17. Nievern 18. Nassau2 19. Obernhof 20. Oberwies 21. Pohl 22. Schweighausen 23. Seelbach 24. Singhofen 25. Sulzbach 26. Weinähr 27. Winden 28. Zimmerschied | - 3. Diez 1. Altendiez 2. Aull 3. Balduinstein 4. Birlenbach 5. Charlottenberg 6. Cramberg 7. Diez1, 2 8. Dörnberg 9. Eppenrod 10. Geilnau 11. Gückingen 12. Hambach 13. Heistenbach 14. Hirschberg 15. Holzappel 16. Holzheim 17. Horhausen 18. Isselbach 19. Langenscheid 20. Laurenburg 21. Scheidt 22. Steinsberg 23. Wasenbach | - 4. Loreley 1. Auel 2. Bornich 3. Braubach2 4. Dachsenhausen 5. Dahlheim 6. Dörscheid 7. Filsen 8. Kamp-Bornhofen 9. Kaub2 10. Kestert 11. Lierschied 12. Lykershausen 13. Nochern 14. Osterspai 15. Patersberg 16. Prath 17. Reichenberg 18. Reitzenhain 19. Sankt Goarshausen1, 2 20. Sauerthal 21. Weisel 22. Weyer | - 5. Nastätten 1. Berg 2. Bettendorf 3. Bogel 4. Buch 5. Diethardt 6. Ehr 7. Endlichhofen 8. Eschbach 9. Gemmerich 10. Hainau 11. Himmighofen 12. Holzhausen an der Haide 13. Hunzel 14. Kasdorf 15. Kehlbach 16. Lautert 17. Lipporn 18. Marienfels 19. Miehlen 20. Nastätten1, 2 21. Niederbachheim 22. Niederwallmenach 23. Oberbachheim 24. Obertiefenbach 25. Oberwallmenach 26. Oelsberg 27. Rettershain 28. Ruppertshofen 29. Strüth 30. Weidenbach 31. Welterod 32. Winterwerb |
| 1sídlo Verbandsgemeinde; 2město | | | | |